# Bürgerbewegung Pax Europa
Die Bürgerbewegung Pax Europa e. V. (BPE) ist ein Verein, der sich nach eigenen Angaben der „Bewahrung christlich-jüdischer Kultur in Deutschland und Europa und der Erhaltung der freiheitlich-demokratischen Grundordnung verpflichtet“ fühlt und deshalb über eine nach seinen eigenen Worten „schleichende Islamisierung Europas“ aufklären will. Der Verein engagiert sich insbesondere gegen den Neubau von Moscheen in Deutschland.
Der bayerische Landesverband der BPE wird vom Bayerischen Landesamt für Verfassungsschutz als islamfeindlich beobachtet.

## Gründung
Die Bürgerbewegung Pax Europa e. V. (BPE e. V.) ging 2008 aus einer Fusion des vom islamfeindlichen Aktivisten, Journalisten und Autoren Udo Ulfkotte 2007 gegründeten Vereins Pax Europa mit dem 2003 gegründeten Bundesverband der Bürgerbewegungen e. V. hervor. Kurz nach der Fusion verließ Ulfkotte den Verein.

## Eigendarstellung
Die Bewegung, die sich als „Menschenrechtsorganisation“ bezeichnet, verfolgt laut Eigendarstellung auf ihrer Homepage das Ziel, die Öffentlichkeit „über die vom politischen Islam ausgehenden Menschenrechtsverletzungen und über die existenziellen Gefahren einer zunehmenden Verbreitung und Einflussnahme des Politischen Islams für die freiheitlichen demokratischen Gesellschaften in Deutschland und Europa“ zu informieren. Zudem nimmt BPE für sich in Anspruch, auf rund 130 Kundgebungen seit 2018 „faktisch fundierte und differenzierte Kritik am Politischen Islam geübt zu haben“.

## Aktionen
Der Verein plante für den 11. September 2007 zusammen mit der dänischen SIAD (Stop Islamiseringen af Danmark) und der britischen No Sharia Here eine europaweite Demonstration gegen eine „Islamisierung Europas“ in Brüssel. Sie wurde am 9. August 2007 vom Brüsseler Bürgermeister Freddy Thielemans verboten. Daraufhin klagten die Vereine gegen das Verbot. Dabei vertrat sie der belgische Anwalt Hugo Coveliers, den ihnen Filip Dewinter, Fraktionsvorsitzender des rechten Vlaams Belang, vermittelt hatte. Die Klage wurde am 30. August 2007 abgewiesen.
Für Aufsehen sorgte 2009 eine Plakataktion der BPE u. a. in Bonn und Köln, bei der zur Gewalt aufrufende Koranzitate auf Plakatwände aufgebracht wurden und dazu aufgefordert wurde, den Koran selbst zu lesen. Der damalige Oberbürgermeister von Köln Fritz Schramma kommentierte die Aktion im Kölner Stadtanzeiger: „Die Urheber der Plakate, die das Wort Pax im Namen führen, sind darauf aus, Unfrieden zu säen.“ Wer meine, mit aus dem Zusammenhang gerissenen Passagen aus der Bekehrungsgeschichte einer Religion eine generelle Aggressivität belegen zu können, versuche die Menschen für dumm zu verkaufen.
Der Verein steht dem islamfeindlichen Blog Politically Incorrect nahe und nutzt dieses als Kommunikationskanal. Auf zahlreichen Veranstaltungen und Kundgebungen traten die BPE und Politically Incorrect im Verbund auf.

### Angriff auf BPE im Dezember 2022
Bei einer Kundgebung der BPE im Dezember 2022 in Bonn verletzte ein Angreifer Michael Stürzenberger sowie zwei Ordner durch Faustschläge. Das Verfahren gegen den Angreifer wurde am 2. November 2023 gegen Auflagen eingestellt.

### Attentat im Mai 2024 bei BPE-Kundgebung in Mannheim
Bei einer Kundgebung der BPE verletzte am 31. Mai 2024 in Mannheim ein Angreifer Stürzenberger mit einem Messer schwer. Der Angreifer, dessen Asylantrag 2014 abgelehnt worden war, verletzte zudem fünf weitere Personen, darunter den Polizisten Rouven Laur, der am 2. Juni 2024 im Krankenhaus seinen schweren Verletzungen erlag, und wurde daraufhin durch einen Schuss der Polizei gestoppt. In einer Regierungserklärung erklärte Bundeskanzler Olaf Scholz (SPD) am 6. Juni 2024 im Bundestag, der Angriff sei „Ausdruck […] eines radikalen Islamismus. Dafür gibt es nur einen Begriff: Terror.“

## Beobachtung durch das Bayerische Landesamt für Verfassungsschutz
Von 2013 bis 2022 führte das Bayerische Landesamt für Verfassungsschutz den Landesverband Bayern der BPE im Verfassungsschutzbericht in dem Kapitel „Verfassungsschutzrelevante Islamfeindlichkeit“ auf, bei der „die für den Rechtsextremismus typischen Ideologieelemente wie autoritäres Staatsverständnis, Antisemitismus, Rassismus oder die Ideologie der Volksgemeinschaft“ fehlen. Der Bundesverband der BPE stand und steht nicht unter Beobachtung des Verfassungsschutzes. Der bayerische Verfassungsschutzbericht 2023 erwähnt auch den Landesverband Bayern der BPE nicht mehr. Nach Angaben des Landesamts für Verfassungsschutz liegt das daran, dass die Bewegung weniger aktiv sei. Sowohl der BPE Landesverband Bayern als auch dessen Protagonist Michael Stürzenberger würden jedoch weiter beobachtet.
Der Journalist Michael Stürzenberger, den das Bayerische Landesamt für Verfassungsschutz in seinem Verfassungsschutzbericht 2015 als die „zentrale Figur der verfassungsschutzrelevanten islamfeindlichen Szene in Bayern“ betrachtete und der bis zum Januar 2014 Vorsitzender des Landesverbands Bayern der BPE war, trat für die BPE bei einer Demonstration am 12. Mai 2018 als Versammlungsleiter auf. Bereits am 17. März 2018 wurden auf einer Demonstration auf dem Münchner Marienplatz, die unter dem Motto Pegida – das Original – in München, Gegen die Islamisierung, offene Grenzen, Asylmissbrauch stand, Plakate der BPE gezeigt. Veranstalter dieser Demonstration war eine Gruppe um Stürzenberger, die eigenen Angaben zufolge offizieller Münchner Ableger der Pegida ist und unter dem Arbeitsnamen PEGIDA-München, Gruppe um Michael Stürzenberger ebenfalls vom Bayerischen Landesamt für Verfassungsschutz beobachtet wird. Bereits im Jahr 2017 waren Stürzenberger und Gernot Tegetmeyer von der „Pegida Nürnberg“ als Redner auf vier Versammlungen aufgetreten, die von der Vorsitzenden des Landesverbands Bayern der BPE angemeldet worden waren. Stürzenberger setzte in seinen Redebeiträgen auf diesen Veranstaltungen der BPE wiederholt den Islam mit dem islamistischen Terrorismus und dem Nationalsozialismus gleich.

## Vorsitzende
- 2014–2022: René Stadtkewitz
- 2022–2023: Günter Adolf Geuking
- 2023–2024: Claudia Duval, Duval trat am 28. Januar 2024 zurück, wie ihr Rücktrittsschreiben inkl. umfangreicher Begründungen belegt.[21][22]

## Hiltrud-Schröter-Freiheitspreis
Der Verein verleiht in unregelmäßigen Abständen einen nach der Erziehungswissenschaftlerin Hiltrud Schröter benannten Preis. Preisträger sind:
- 2011: Stefan Herre (Laudatio von René Stadtkewitz)
- 2013: Geert Wilders (Laudatio von Stefan Herre)
- 2015: Karl Albrecht Schachtschneider (Laudatio von Willi Schwend)
- 2019: Laila Mirzo (Laudatio von Jörg-Michael Klein)
- 2022: Irfan Peci (Laudatio von Michael Stürzenberger)

## Rezeption
Anfang Dezember 2008 verließ Ulfkotte den von ihm mitgegründeten Verein Bürgerbewegung Pax Europa wegen dessen (so Ulfkotte) „zunehmend extremistischen Kurses“ und warf ihm die Verbreitung „rassistischer und womöglich volksverhetzender Bilder im Stürmer-Stil“ vor.
Die Publizistin Claudia Dantschke nannte die BPE in der taz 2008 zwar keine rechtsextreme Gruppierung, aber Mitglieder der Organisation würden die gleichen Argumente nutzen: „Ich halte sie deshalb sogar für gefährlicher. Sie greifen dieselben Ängste auf und schüren sie weiter. Indem sie sich öffentlich von Rechtsextremen distanzieren, gelingt es ihnen, deren Diskurs in die Mitte der Gesellschaft zu tragen.“
Die Zeitungen taz und Berliner Morgenpost bezeichneten den Verein 2009 als islamfeindlich.
Die CDU-Politikerin und ehemalige Ausländerbeauftragte des Berliner Senats Barbara John kritisierte 2009, die Haltung der BPE sei nicht nur „islamkritisch“. Die Grundaussage des Vereins sei: „Diese Religion gehört hier nicht hin“, sie sei „mit unserer Demokratie nicht vereinbar“, und alle Missstände seien auf diese Religion zurückzuführen. Damit vertiefe die BPE die Gegensätze zwischen Muslimen und Nicht-Muslimen.
Im Zusammenhang mit dem Verbot der Demonstration gegen die sogenannte „Islamisierung Europas“ in Brüssel äußerte sich der Publizist Jörg Lau in der Zeit 2011 dahingehend, dass er „die Veranstalter und ihre Unterstützer für eine Horde von ziemlich zwielichtigen Anti-Islam-Hysterikern halte, darunter etwa von deutscher Seite der bekannte Herr Ulfkotte mit seinem ‚Pax Europa‘-Verein.“ Zudem kritisierte er eine nur halbherzige Distanzierung Ulfkottes, der die BPE zu diesem Zeitpunkt allerdings bereits seit drei Jahren verlassen hatte, von „Rechtsradikalen“. So führte er beispielsweise an, dass sich Ulfkotte bei dem Berufungsverfahren gegen das Demonstrationsverbot den Anwalt und Politiker Hugo Coveliers an die Seite holte, der mit dem Vlaams Belang zusammengearbeitet hat.